# شرق گرجستان

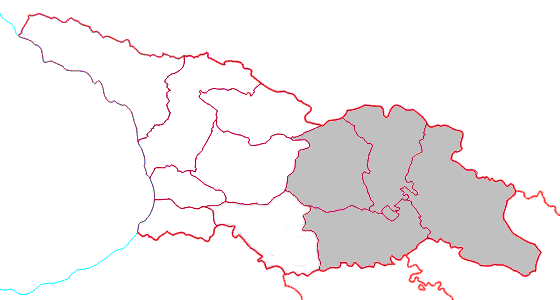
نقشه‌ی شرق گرجستان

شرق گرجستان معمولاً به بخش شرقی کشور گرجستان گفته می‌شود که در دوران تاریخی شامل ایبریا در منطقه‌ی قفقاز بود. در اصطلاح امروزی اشاره به قلمرو گرجستان دارد که از شرق و جنوب شامل مناطق لیخی و مشکتی به جز آجارستان محدود می‌شود.
شرق گرجستان مناطق سامتسخه-جاواختی ، کارتلی ، کاختی ، خوسورتی ، توشتی ، پیشاوی ، خِوی و امتیولتی به مرکزیت تفلیس را شامل می‌شود.